# 日布寺
日布寺，又译“日浦寺”，位于西藏自治区日喀则地区日喀则市甲措雄乡，是一座藏传佛教夏鲁派寺院。

## 历史
日布寺位于日喀则市驻地东南、甲措雄乡夏鲁寺西南方4公里的克曲拉培山麓上。日布寺四面环山，草木繁茂，环境清幽。日布寺是夏鲁寺的分寺，过去是各教派高僧以及夏鲁寺僧众修行、讲经之所。
最早，阿底峡在此修行并兴建殿堂，后来由布顿·仁钦珠巴不断扩建。宗喀巴34岁时在此学习密宗四大续部法要。日布寺历史悠久，建筑宏伟，名望甚高。传说，此处有108个修行洞、108个泉水洞、108种树木。《卫藏道场胜迹志》记载：“在日布寺内有布顿大师的塑像，名为‘酷似我’像，供有大师为其母去世后所建的宝塔，名为通追钦摩。特别是寺中还珍藏有毗嚩巴大师（即吉祥护法论师，系印度王族，曾任那烂陀寺上座。曾数次来藏，为卓弥译师之师；在萨迦寺为衮噶宁布传授七十二种密法和十四种教授，即萨迦派最有名的无上密乘道果法门）灌顶用的宝瓶和灌水俱在。其他还有布顿大师生前的用具等圣迹遗物。”
日布寺在文化大革命中被毁。1988那，该寺在原址重建。21世纪初，该寺有僧人16人。

## 建筑
日布寺坐西朝东。主体建筑是颂经大殿，殿内供奉夏鲁派历代大师像；南殿供奉释迦牟尼、布顿·仁钦珠、文殊菩萨、强巴佛等像。
阿底峡修行泉水洞，位于日布寺右方15米处。洞口朝东，洞深大约3米，面积大约2平方米。洞内有一股甘泉，据说阿底峡在此洞修行时便饮用该泉水。泉水一年四季始终保持一定水位，从不下降或者上升。相传饮用该泉水可以健身祛病，浇在头上可增长智慧。
千佛白塔，位于日布寺右方下部50米处。原塔是1359年由布顿·仁钦珠巴主持创建，塔高为布顿的胳膊的69肘（大约27米），宽23肘（约9米），塔内装藏3000尊米珠巴佛像以及1000尊释迦牟尼佛像，塔的造型为菩提塔形，塔瓶以土坯兴建，塔底及塔顶以石块砌成，塔在水中映出的塔影是正立的。原塔已毁，1992年在原塔址上按照原塔的塔型、高度、宽度重建，但如今在水中映出的塔影是倒影。传说，众生见到该塔便可脱离苦海，所以信众来该寺必朝拜此塔。